# عولة

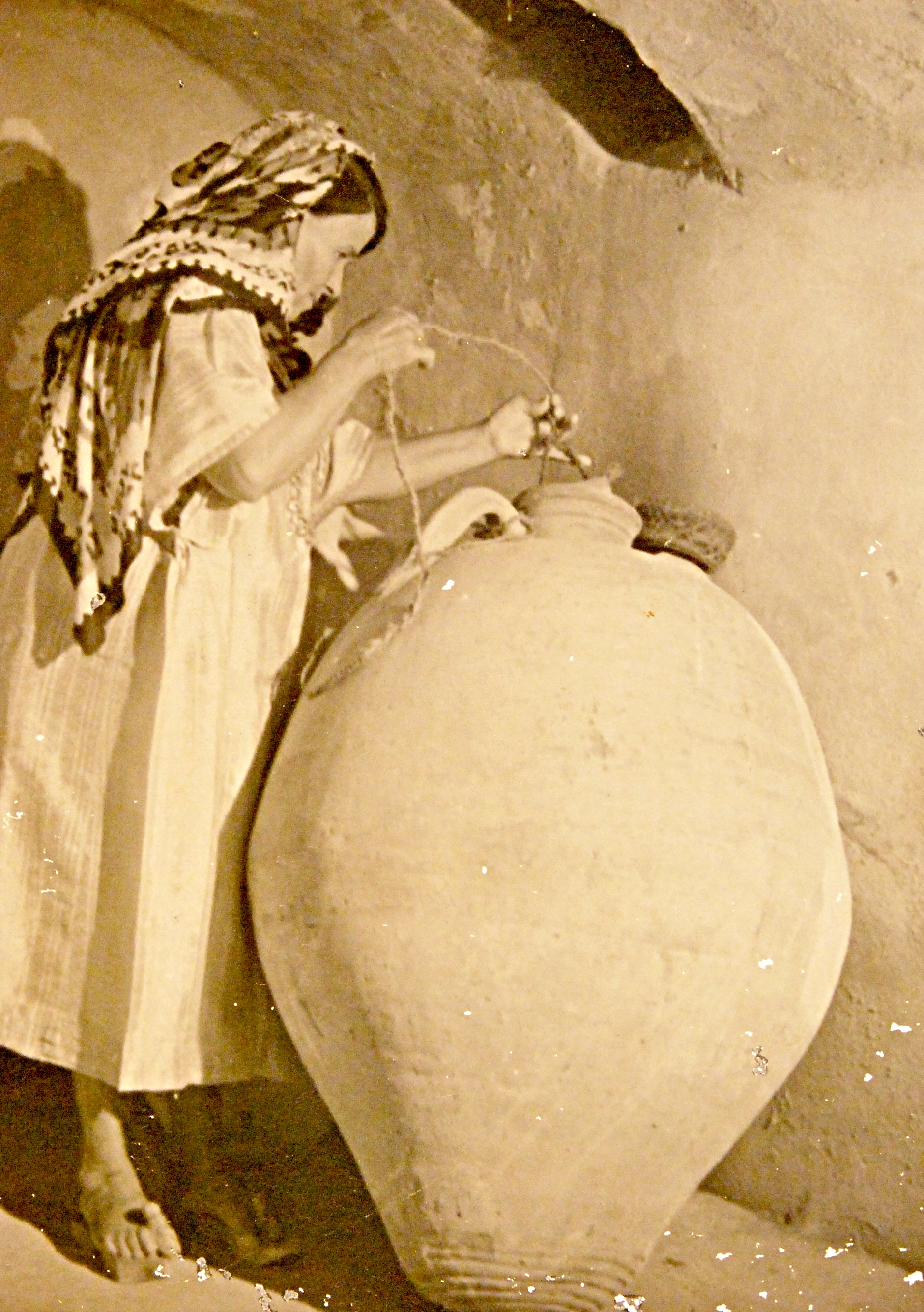
صورة قديمة لامراة تسحب الزيت من الجرة (عولة زيت الزيتون)

العولة يطلق هذا المصطلح على كل مخزون غذائي من أصل نباتي، سواء بخزنه خاما كالحبوب أو التمر، أو بتحويله إلى مواد نصف جاهزة للاستهلاك.
- ففي شمال البلاد التونسية يقع تخزين الحبوب أو تحويلها كأن يقع تحويل القمح إلى دقيق أو كسكسي أو محمص أو بسيسة أو غيرها. أما الشعير فيرحى في شكل خشن وتصنع منه الشربة.
- وفي الوطن القبلي، يقع تحويل الفلفل إلى مسحوق أو إلى هريسة، بينما في الجنوب يصنع منه الهروس.
- وفي الساحل التونسي يقع التعويل من الزيتون المخلل وزيت الزيتون والصابون... وكذلك في منطقة صفاقس بالإضافة إلى التعويل من اللوز لصنع الحلويات...
- وفي الجنوب : كان سكان الواحات بنفزاوة والجريد يقومون بتخزين التمور أو بعض منتوجات الواحة من شعير أو المشماش المجفف المسمى الفرماس. وفي منطقة جبل مطماطة يقع تخزين التمور أو الشعير أو التين المجفف المسمى الغربوز.

وتشترك كل مناطق البلاد التونسية تقريبا في إعداد البهارات من تابل وكروياء ورأس حانوت.
وتجدر الإشارة إلى أن هذه العادات الغذائية قد تراجعت في العقود الأخيرة أمام استعمال الثلاجة وتوفر المواد الغذائية في المحلات التجارية المختلفة وخروج المرأة إلى العمل.
وتنظم مدينة برج العامري مهرجاناً دوري اسمه المهرجان المحلي « للعولة » ببرج العامري.